# الحارث بن فهر
الحارث بن فهر بن مالك احد سادات مكة في الجاهلية واحد المشاركين في يوم نخلة بين حمير وكنانة واخ غالب بن فهر جد الرسول ﷺ التاسع وهو جد قبيلة بنو الحارث بن فهر.

## نسبه وعائلته

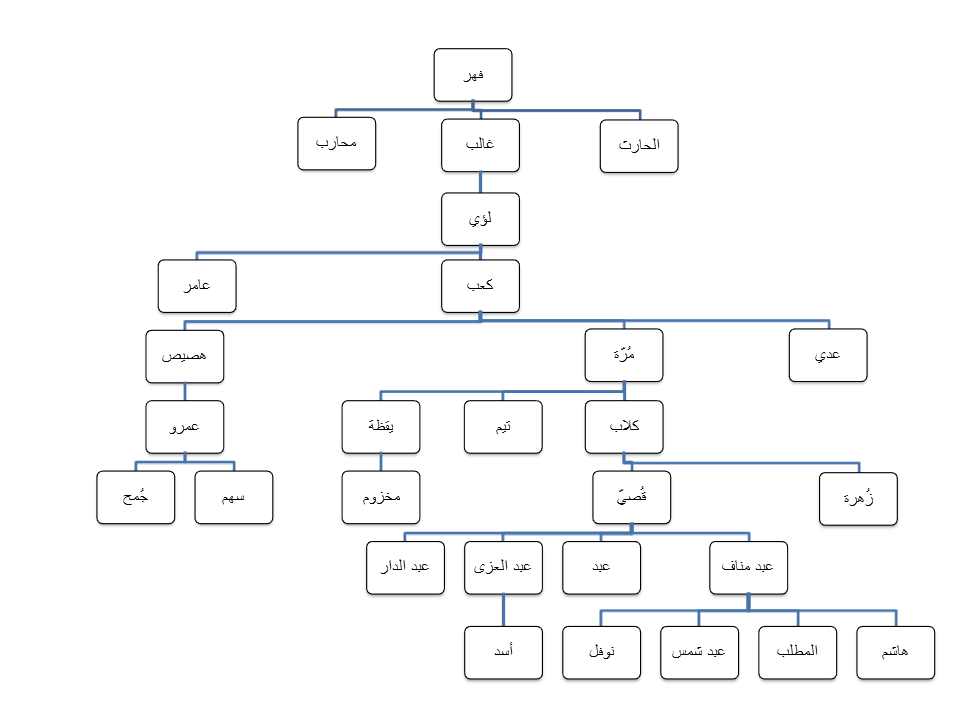
شجرة نسب قريش

هو الحارث بن فهر بن مالك بن النضر بن كنانة بن خزيمة بن مدركة بن إلياس بن مضر بن نزار بن معد بن عدنان.
وامه هي: 
- ليلى بنت الحارث بن تميم بن سعد بن هذيل الهذلي.[4]

واخوته هم:
- محارب بن فهر
- غالب بن فهر
- أسد بن فهر
- ذئب بن فهر
- عوف بن فهر
- جون بن فهر

وابناءه هم:
- وديعة
- ضبة
- الضرب
- ضباب
- مضب
- دعد
- نعم

وامهم الوارثة بنت الحارث بن مالك بن كنانة بن خزيمة
- تلعة - وهي زوجة نصر بن سعد بن بكر[7] ولا يعرف هي من أي ام
- قيس ويقال له الخلج[8]
- جداعة
- عميرة
- سعد
- نصر
- هند

وامهم بنت الحارث بن مالك بن النضر بن كنانة

## يوم نخلة ومقتله فيه
يوم نخلة كانت معركة بين حمير وقبائل مكة كنانة وقريش وهذيل وخزاعة وغيرهم وقد كان حسان بن عبد كلال بن مثوب ذي حرث الحميري جمع قبائل اليمن لغزو مكة لأجل نقل احجار الكعبة من مكة إلى اليمن وعندما رأت ذلك كنانة وخزيمة واسد وجذام ومن كان معهم من افناء مضر خرجوا اليه ورئيس الناس يومئذ فهر بن مالك فاقتتلوا قتالا شديدا فهزمت حمير وأسر حسان بن عبد کلال ملك حمير أسره الحارث بن فهر وقتل في المعركة فمن قتل من الناس ابن ابنه قيس بن غالب بن فهر وكان حسان عندهم بمكة أسيرا ثلاث سنين حتى افتدى منهم نفسه فخرج به فمات بين مكة واليمن

## بنو الحارث بن فهر
وهم بنو الحارث بن فهر بن مالك بن النضر وهم بطن من قريش وهم من قريش الظواهر لانهم نزلوا حول مكة وما الاها ومنهم أبو عبيدة بن الجراح

### فروعهم
- بنو ضبة بن الحارث[13]
- بنو وديعة بن الحارث[13]
- بنو عامر بن ربيعة بن ضبة
- بنو سلامان بن عبد العزى بن وديعة

## مشاهير من بنو الحارث بن فهر
- أبو عبيدة بن الجراح (أمين هذه الأمة وأحد العشرة المبشرين بالجنة)[14]
- اميمة بنت عثمان بن جابر بن عبد العزى (أم أبي عبيدة)
- فاطمه الفهرية من ذرية عقبه بن نافع أسست أو جامعه في فاس مع اختها مريم الفهرية
- مريم الفهرية من ذرية عقبه بن نافع أسست أول جامعه في فاس مع اختها فاطمه الفهرية
- عمرو بن الحارث بن زهير بن ابي شداد (ممن هاجر إلى الحبشة)
- عياض بن زهير (ممن هاجر إلى الحبشة)
- عياض بن غنم بن زهير بن أبي شداد (استحلفه أبو عبيدة بن الجراح عندما حضرته الوفاة وولي الجزيرة لعمر بن الخطاب)
- عقبة بن نافع
- عبد الرحمن بن عتبة (ولي مصر لابن الزبير)
- شقيق بن عمرو ابن فقيم القائل: